# Јовица Стевановић
Јовица Стевановић (Лесковац, 1947) је српски сликар.

## Биографија
Рођен је 1947. године у Лесковцу. Завршио је постдипломске студије на Факултету ликовних уметности Универзитета уметности у Београду. Учествовао је на изложби „НОБ у делима ликовних уметника Југославије” 1966, групној изложби „Музеј 200” у Луксембургу 1971, изложби новопримљених чланова Удружења ликовних уметника Србије у Београду 1973, изложби „Војници ликовни уметници” у Београду 1974, изложби југословенског цртежа у Сомбору и изложби „Београд као инспирација сликара” 1975. и изложбама УЛУС-а 1976. и 1977. године. Добитник је награде Факултета ликовних уметности Универзитета уметности у Београду за сликарство 1970.